# (38678) 2000 PS26
2000 PS26 (asteroide 38678) é um asteroide da cintura principal. Possui uma excentricidade de 0.18350170 e uma inclinação de 11.20352º.
Este asteroide foi descoberto no dia 5 de agosto de 2000 por NEAT em Haleakala.